# كيمادوس
كيمادوس هي بلدية في البرازيل، تتبع ريو دي جانيرو، بلغ عدد سكانها 121٬993  نسمة، في 2000، تبلغ مساحتها 76٫921 كيلومتر مربع.

## الموقع
تشترك في الحدود مع:
- جابيري.